# Tormás
Tormás é um município da Hungria, situado no condado de Baranya. Tem 24,7 km² de área e sua população em 2019 foi estimada em 250 habitantes.